# Davinde Kirke
Davinde Kirke ligger i landsbyen Davinde, ca. 10 km østsydøst for Odense, Davinde Sogn i Odense Kommune.
Der er ikke bevaret middelalderlige kilder til kirkens historie bort set fra, at den svarede 8 mark ved landehjælpen 1524-26. 1555 blev den annekskirke til Allerup Kirke.
Efter reformationen 1536 var kirken Kronens eje frem til 1686, da Jørgen Rantzau fik patronatsretten til kirken. 1699 blev den købt af Frederik Gersdorff til Bramstrup og Lindved og forblev ved dette gods indtil 1793, da Johan Bülow til Sanderumgård erhvervede den. Kirken var knyttet til denne herregård frem til overgangen til selveje 1. juli 1914.

## Bygning
Kirken var oprindelig en romansk bygning af bestående af skib af rå kampesten og et smallere kor med apsis. Af denne kirke er skibet mestendels bevaret. I 1300-tallet eller første del af 1400-tallet blev kirken væsentligt ombygget. Skibets bagmure af kampesten blev delvis erstattet af tegl, senere blev apsiden nedrevet, skibet blev forlænget mod vest (af tegl og genanvendt kamp) i tiden efter 1450 og der blev indbygget hvælv i kirken Siden rejstes et tårn af teglsten (der er muret i tre forskellige forbandtteknikker og formentlig udført i flere faser). Et våbenhus blev rejst i slutningen af 1400-tallet. inden det romanske kor sluttelig blev erstattet af et langhuskor med hvælv cirka 1510.

## Inventar
Kirkens ældste inventarstykke er den romanske granitdøbefont, der tilhører en lille nordfynsk gruppe af fonte med terningkapitælformet kumme. Fra middelalderen er også bevaret en klokke med datering 1483. Fra slutningen af 1500-tallet er bevaret en herskabsstol for Margrete Skovgård til Sanderumgård indrettet 1584. Den efterreformatoriske nyindretning af kirken synes påbegyndt o. 1600. Der er bevaret dele af en lektorieprædikestol fra 1599 (dvs. opbygget som et galleri tværs over triumfvæggen), der er skænket af samme Margrete Skovgård. Den er nu ombygget til en traditionel prædikestol med fem arkadefag, som rummer malerier af Kristus og evangelisterne, mens fire af lektoriets oprindeligt otte fag også er bevarede og anvendt som korpanel. Stolestadernes gavle er omtrent samtidige, ca. 1600 og det samme er alterkalken.
Altertavlen er skænket 1918 af Ove og Elsa Vind til Sanderumgård og huser en usigneret kopi efter Pierre-Paul Prud'hons maleri af Korsfæstelsen fra 1822 (nu i Musée du Louvre, Paris).

## Galleri
- Davinde Kirke fra sydøst
- Davinde Kirke fra vest

- Davinde Kirke fra nordvest
- Davinde Kirke fra øst

## Eksterne kilder og henvisninger
- Davinde Kirke Arkiveret 7. februar 2018 hos  Wayback Machine hos danmarkskirker.natmus.dk (Danmarks Kirker, Nationalmuseet).

- Davinde Kirke Arkiveret 31. januar 2011 hos  Wayback Machine hos nordenskirker.dk
- Davinde Kirke Arkiveret 19. september 2015 hos  Wayback Machine hos KortTilKirken.dk